# Touraine Oisly
Touraine Oisly ist ein französisches Weinanbaugebiet im Bereich der Loire. Das Dorf Oisly, zehn Kilometer südwestlich von Contres inmitten von insgesamt zehn Gemeinden, ist Namensgeber des AOC-klassifizierten Anbaugebietes. Es liegt auf der etwa 100 Meter ü. NN hohen Wasserscheide zwischen Loire und Cher und besitzt eine Fläche von 21 Hektar. Es ist das südlichste aller Touraine-Anbaugebiete.

## Geschichte
In der Nähe von Azay-le-Rideau fand man eine alte Weinpresse aus dem 2. Jahrhundert. Der Einfluss der Kirche sorgte für eine kontinuierliche Weiterentwicklung des Weinanbaus, vor allem zwischen dem 8. und 12. Jahrhundert. Der Königliche Hof auf Schloss Chambord im Loiretal trug zu einer erheblichen Erweiterung der Anbaugebiete und der Qualität bei. Nochmals im 18. Jahrhundert wurde das Anbaugebiet mit den Orten Thésée, Montrichard (heute: Montrichard Val de Cher) und Chenonceaux erweitert.
1985 wurde eine Genossenschaft gegründet, die die Weintradition, die hier 1905 begann, professionalisierte. Nur die Rebsorte Sauvignon Blanc steht im Anbau. Seit 2011 wird versuchsweise „Premiere Millésime“ ausgebaut.

## Boden und Klima
Der Boden ist durch seinen hohen Sandanteil, der häufig mit Kies durchsetzt ist, gut durchlässig. Diese oberen Schichten führen zu einer guten Erwärmung, das die Reife der Reben begünstigt. In darunterliegenden Erdschichten gibt es Toneinschlüsse, die für ausreichende Wasserversorgung dienen. Das Klima entspricht dem der benachbarten Touraine-Regionen. Sehr geringe Bodenneigung führt zu gleichmäßigen Ernteerträgen.
Der durchschnittliche Jahresertrag beträgt 1100 hl, das 60 hl/ha entspricht. Die Stockdichte beträgt 5200/ha. Im Ergebnis werden rassige Weine produziert, die an Aromen vor allem florale Noten, Zitrusfrüchte und exotische Früchte offenbaren.